# BryanStars
BryanStars (eigentlich Bryan Odell, * 22. Mai 1990 in Lincoln, Nebraska) ist ein US-amerikanischer Internet-Unterhaltungskünstler und Musikblogger. Er ist vor allem für seine YouTube-Kanäle bekannt, auf dem er unter anderem Interviews hochlädt, die er mit Musikern aus der nationalen und internationalen Musikszene geführt hat.

## Biografie
Bryan Odell wurde am 22. Mai 1990 geboren und verbrachte seine Kindheit in Lincoln, der Hauptstadt des Bundesstaates Nebraska. Er war Schüler an der Lincoln East Highschool, wo er 2008 seinen Abschluss erhielt. Er studierte zwei Jahre an der University of Nebraska. Er verließ die Universität, um an seinem YouTube-Kanal und seiner Website zu arbeiten. Ein Grund für das Starten seines YouTubekanals war die Tatsache, dass Rock- und Metalmusik in der Musikszene weniger beachtet werde.

„Everyone’s already talking about Justin Bieber. No one’s talking about Warped Tour or even Slipknot. I definitely go for my niche audience. There is a huge online following for these alternative rock bands. And MTV really isn’t about music anymore. So where do you go to find the next big thing?“

„Jeder redet inzwischen über Justin Bieber. Niemand spricht über die Warped Tour oder über Slipknot. Ich möchte auf jeden Fall für meine Nischenzuhörer da sein. Es gibt online eine riesige Gefolgschaft dieser alternativen Rockmusikszene. Und bei MTV geht es wirklich nicht mehr um Musik. Wo gehst du also hin um das nächste große Ding zu finden?“

Inzwischen erhält Bryan Odell zwischen 3.000 und 4.000 Dollar im Monat. Zu Beginn seiner Partnerschaft mit YouTube waren es knapp bis zu 50 Dollar im Monat. 2011 gewann Odell beim YouTube-Contest YouTube NextUp! einen Geldpreis von 35.000 Dollar und einen mehrtägigen Workshop von professionellen Online-Bloggern. Die Preisverleihung fand in New York City statt.

## YouTube-Profile
Odell betreibt mehrere Kanäle auf der Videoplattform YouTube. Sein Hauptkanal ist BryanStars Interviews, der mehr als 750.000 Abonnenten und über 120.000.000 Aufrufe zählt. Auf diesem Profil veröffentlicht er Interviews mit Musikern aus der nationalen und internationalen Rockmusikszene. So führte er des Öfteren Interviews mit Gruppen wie Asking Alexandria, Pierce the Veil, Hinder, All Time Low, Disturbed, Sleeping with Sirens, Memphis May Fire, Black Veil Brides, Falling in Reverse, Blood on the Dance Floor, Blessthefall, Escape the Fate Of Mice & Men, Creed, Korn und Slipknot. Auch Rob Zombie, Keri Hilson, The Ready Set, Cody Simpson, TV-Superstar Mitchel Musso und die Gewinner der Castingshow American Idol wurden bereits von Odell interviewt. Auf diesem Kanal lädt er allerdings auch Musikvideos hoch. Neben bekannten Gruppen wie The Amity Affliction haben auch Bands wie Crown the Empire, Snow White’s Poison Bite, Her Bright Skies und One Direction ihre Musikvideos über BryanStars Interviews auf Youtube veröffentlicht. Aber auch unbekannte Bands wie Farewell, My Love (inzwischen bei StandBy Records), The Last Word, Through Arteries und Fools for Rowan wurden auf diesem Kanal supportet.
Sein Zweitkanal, BryanStars 2, wird kaum verwendet. Dieses zählt derzeit knapp über 32.000 Abonnenten und circa 2.000.000 Aufrufe. Auch auf diesem Kanal wurden hauptsächlich Musikvideos veröffentlicht.

## BryanStars Tour
Seit mehreren Jahren organisiert Odell zudem eine komplette US-Konzertreise, die BryanStars Tour. Im April und Mai 2013 spielten Her Bright Skies aus Schweden und Snow White’s Poison Bite aus Finnland als Headliner auf der 40 Konzerte umfassenden Musiktournee. Als Support traten Farewell, My Love, Catching Your Clouds und Late Night Reading auf. Als Special-Guest spielte Joel Faviere.
Im Jahr zuvor spielten sowohl Farewell, My Love, als auch Late Night Reading und Catching Your Clouds bereits auf der BryanStars Tour. Zudem traten Rocky Loves Emily auf der Tour auf.

## Musik
BryanStars startete eine Crowdfunding-Kampagne auf Indiegogo um die Produktion einer EP zu realisieren. Die Kampagne endete am 9. Februar 2016, in welcher 7.800 US-Dollar zusammengekommen sind und die EP produziert werden konnte. Diese trägt den Titel Follow Your Dreams. Die EP wurde am 1. April 2016 veröffentlicht.

## Erfolg und Bekanntheit
Innerhalb kürzester Zeit konnte sich Odell im Bereich des Musikjournalismus einen Namen machen. Mit über 300.000 Abonnenten und mehr als 50 Millionen Videoaufrufen weltweit avancierte BryanStars zum bekanntesten Musikinterview-Kanal auf YouTube. Dies führte alsbald zu einer Auszeichnung beim Youtube NextUp! Contest. Es folgten sogar Artikel in den New York Times und USA Today. Artisan News und das NBC beschäftigten sich bereits ausführlicher mit Bryan Odell und dessen Youtube-Karriere.
Neben seinen 750.000 Abonnenten auf YouTube zählt BryanStars auf Facebook knapp über 250.000 „Gefällt mir“-Angaben (Stand August 2014) und über 500.000 „Follower“ auf Twitter (Stand: März 2016). BryanStars wurde neben vier weiteren YouTube-Persönlichkeiten von Kevin Lyman eingeladen, auf der kompletten Warped Tour als offizieller Partner, zu arbeiten und Videos im Laufe der Warped Tour zu veröffentlichen.

### Auszeichnungen
- 2011: Youtube NextUp! Contest (gewonnen)

## Diskografie
- 2016: Follow Your Dreams (EP, Eigenproduktion)